# Elzászi nyelv
Az elzászi nyelv (saját nevén Elsässerditsch, franciául: Alsacien, németül: Elsässische Sprache vagy Elsässerdeutsche Sprache) eredetileg a felső-alemann dialektusból kialakult nyelv, amelyet Elzász tartományban beszélnek, Franciaország keleti részén, amely a német nyelvtől külön próbál sztenderdizálódni több-kevesebb sikerrel. Sajátos írást fejlesztett ki, de ma már a német ábécét használja. A beszélők java része önálló nyelvnek tekinti, a németek azonban vitatják önálló nyelvi jellegét. Gyakran arra hivatkoznak, hogy az elzászi nyelv nem egységes, mert különböző nyelvjárásokat beszélnek területenként, de ha figyelembe vesszük a német nyelvről  is ugyanez elmondható. A sztenderd német nyelv nem okvetlenül a beszélt nyelv, akárcsak sok más nyelvnél sem az írott norma érvényesül a mindennapi használatban. A 21. század elején az elzászi nyelv  kezd kiszorulni a francia és német nyelvvel szemben.

## Rokonsága
Az alemann dialektusokon belül a svájci alemannal (ezen belül a legszorosabban a közép-alemann nyelvjárással), a svábbal és a bádeni nyelvjárással van szoros rokonságban. Gyakran tévesen rokonítják vagy összekeverik a lotharingiai nyelvjárással, ami azonban az alemanntól távol álló frank dialektusok része, ezek pl. az erdélyi szász nyelvnek közeli rokonai. A keveredés oka Elzász és Lotaringia számtalan pontban összekapcsolódó történelmi múltja. Bár az északi elzászi nyelvjárások már sok közös vonást mutatnak a frankkal (elsősorban a pfalzi-elzászi határon levő Krummen nyelvjárásával), ami rokon nyelveknél, nyelvjárásoknál jellemző.
Az elzászi és a sztenderd német nyelv között nagyok az eltérések, ahogy a többi nyelvjárás között is. Rokon szavakat is más-más kiejtéssel mond az elzászi. Az elzászi lakosság a német nyelvet úgy érti, hogy az iskolában tanulta, ennek ismerete nélkül a német nyelvű sajtótermékeket nem is volnának képesek elolvasni. A baseliek értik a legjobban az elzászi nyelvet. Bár van irodalmi nyelve az elzászinak, a beszélt nyelv természetesen a mindig aktuális nyelvjárás.

## Fonológia
Az elzászi nyelvben is van diftongizáció, ezek gyakran páros (mint üü) kettőshangzók.

### Mássalhangzók
Az elzászi nyelvben tizennégy mássalhangzó fedezhető fel. Három nazális hang: a labiális m, alveoláris n és a veláris ŋ; három zengő: a labiális ʋ és alveorális l, ɾ; két afrikáta, az egyik labiális pf és alveoláris ts; álló mássalhangzókból négy, ebből kettő labiális és alveoláris (b̥, d̥ ), kettő veláris (ɡ̊, kʰ). Frikatív mássalhangzokból négy van: labiális f, alveoláris s, posztalveoláris ʃ, palatáilis ç és x.
Két magánhangzó szűkebb megoszlása csak akkor történik, mint a kʰ esetében, ha a szó elején van morféma és utána közvetlenül magánhangzó. A ŋ elején soha nincs morféma.

### Magánhangzók
- Rövid magánhangzók: /ʊ/, /o/, /ɒ/, /a/ ([æ] a strassbourgi nyelvjárásban), /ɛ/, /ɪ/, /i/, /y/.
- Hosszú magánhangzók: /ʊː/, /oː/, /ɒː/, /aː/, /ɛː/, /eː/, /iː/, /yː/

## Példák az elzászi szókincsre
| Magyar   | Elzászi | Közép-alemann | Német   | Sváb   | Francia       |
| -------- | ------- | ------------- | ------- | ------ | ------------- |
| ház      | Hüüs    | Huus          | Haus    | Hous   | maison        |
| hangos   | lüüt    | luut          | laut    | lout   | bruyant       |
| lakosság | Lit     | Lüt           | Leute   | Leid   | gens/peuple   |
| ma       | hit     | Hüt           | heute   | heid   | aujourd'hui   |
| szép     | schen   | schö          | schön   | sche   | beau          |
| Föld     | Ard     | Ärd           | Erde    | Erd    | terre         |
| köd      | Nabel   | Näbel         | Nebel   | Nebl   | brouillard    |
| víz      | Wàsser  | Wasser        | Wasser  | Wasser | eau           |
| ember    | Mànn    | Maa           | Mann    | Mà     | homme         |
| enni     | assa    | ässe          | essen   | essa   | manger        |
| inni     | trenka  | trinkche      | trinken | trenka | boire         |
| kicsi    | klai    | chlei         | klein   | kloi   | petit, petite |
| gyerek   | Kind    | Chind         | Kind    | Kind   | enfant        |
| nap      | Däi     | Dag           | Tag     | Dàg    | jour          |
| asszony  | Frài    | Frou          | Frau    | Frau   | femme         |

Az elzászi nyelv az évszázados kapcsolatok során sok francia jövevényszót is felvett.

## Státusza és beszélői
A francia állam alkotmánya értelmében az ország egyedüli hivatalos nyelve a francia, de elismerik és szavatolják az elzászi regionális és kisebbségi nyelvi státuszát is. Egyes források szerint az elzászi nyelv ápolására nem igazán nyernek támogatást a franciáktól[forrás?]. Az 1999-es felmérések szerint 548 ezer ember vallja anyanyelvének az elzászit, így Franciaországban a második leggyakrabban beszélt kisebbségi nyelv az okcitán után. A beszélőknek azonban csak 39%-a használja kizárólagos nyelvként otthon az elzászit, a többiek kétnyelvűségben vannak a franciával, avagy a némettel. A gyermekek közül csak minden tizedik beszél rendszeresen elzásziul. Elsősorban a negyven éven felüliek mintegy 80%-a beszél kifogástalanul elzászi nyelven, szemben a huszonöt éven aluliaknak csak 20%-a az aki anyanyelvi szinten képes elzásziul beszélni.

## Az elzászi nyelv sztenderdizálása
Az elzászi irodalmi nyelv már 1945 előtt is létezett, de még számos hiányossága volt, megfelelő nyelvújítás hiányában nem volt képes minden kifejezésre megfelelőt találni. A teljes sztenderdizálás és nyelvújítás már felvetődött rég, de szervezett program erre csak 2003-ban indult el, ami lassan halad. Az ötletet támogatókat a luxemburgi nyelv példája serkentette, okot pedig a politika szolgáltatott. A nehéziparilag és ásványkincsekben is gazdag Elzász-Lotaringia tartományok felett évszázadok óta zajló német-francia vita mint ismeretes két világháború kirobbantására is módot adott. A világháborús tapasztalatok és a terület hovatartozása feletti megújuló viták okán nyilván így akarnak az elzásziak semlegesek maradni a két államtól. Ez azonban a németeket és a német érzelmű lakosságot sérti, mert szerintük az elzászi németség elidegenítését szolgálja az elzászi nyelv kialakítása. Ezért a németek nem hajlandóak külön elzászi nyelvről beszélni. További gátja ennek, hogy Elzász Luxemburggal ellentétben nem önálló állam.

## Példaszöveg
A Miatyánk és az Üdvözlégy elzásziul:
Unser Vàdder wo im Himmel isch:
Heilig sei dinner Nàmme;
Din Reich soll komme;
Dinner Wille soll geschehn wie im Himmel au uf de Ard.
Unser däjlich Brot gib uns hit;
Un vergib uns unseri Schulde,
wie mir au denne vergebe wo uns schuldig sinn;
Un loss uns nitt in Versuchung komme,
àwwer màch uns frei von àllem wàs schlecht isch.
Amen.
Ich griess dich Maria, dü bisch von Gott begnàdet!
Der Herr isch mit dir!
Dü bisch gebenedeit unter àlle Fraue,
un din Kind wu dü trààsch isch gebenedeit.
Heiligi Maria, Müeter Gottes:
Bitt füer uns àrmi Sinder,
jetzt un in der Stund von unserem Tod.
Amen.